# 矢田喜美雄
矢田 喜美雄（やだ きみお、1913年（大正2年）9月17日 - 1990年（平成2年）12月4日）は、日本の元陸上競技選手およびジャーナリスト。朝日新聞社で社会部記者として活動した。

## 人物
山梨県八代郡に生まれる。早稲田大学高等師範部に在学中、日本選手団の一員として1936年ベルリンオリンピックに参加し、走高跳で5位に入賞する。1936年（昭和11年）の第23回日本選手権・三段跳で優勝した。また1933年（昭和8年）の関東学生陸上・走高跳で1m98の日本新記録を樹立した。
高等師範部を卒業後、早稲田大学文学部史学科に進み、同時に山梨県で小学校教師となるが、1938年（昭和13年）に軍隊に入ったという情報もある。
1942年（昭和17年）に、朝日新聞社に入社し、社会部記者として活躍する。1949年（昭和24年）7月5日に起きた下山事件の取材と報道では、被害者の下山定則国鉄総裁は死後轢断されたとして他殺説を唱え、注目を集めた。また、南極観測プロジェクトの構想を強く主張し、1955年の日本の南極観測参加決定に貢献した。その他、1964年に実現した日本での「ミロのビーナス」展の実現にも貢献している。なお、朝日新聞社在職時代は、「朝日新聞に一番、金を使わせた男」として社内で有名であった。
朝日新聞社退職後、『謀殺・下山事件』を講談社より出版する。なお、これを原作として『日本の熱い日々 謀殺・下山事件』が、1981年（昭和56年）に松竹より映画化された。

## 著書
- 『謀殺 下山事件 日本の熱い日々』講談社、1981年
  - 講談社文庫、1985年
  - 『謀殺 下山事件』新風舎〈新風舎文庫〉、2004年
  - 『謀殺 下山事件 ドキュメント「闇の昭和史」』祥伝社〈祥伝社文庫〉、2009年

## 関連書籍
- 「翔んだ男矢田喜美雄」刊行委員会（編）『翔んだ男矢田喜美雄 異色社会部記者の軌跡』「翔んだ男矢田喜美雄」刊行委員会、1991年

## 関連作品
- 日本の熱い日々 謀殺・下山事件　（1981年公開・松竹）

矢田喜美雄がモデルの主人公の矢代記者を仲代達矢が演じる。